# Thất ngôn tứ tuyệt
Thất ngôn tứ tuyệt (七言四絶) là thể thơ mỗi bài có 4 câu và mỗi câu 7 chữ, trong đó các câu 1, 2, 4 hoặc chỉ các câu 2, 4 hiệp vần với nhau ở chữ cuối. Thể thơ này ra đời vào thế kỉ XII vào Nhà Đường, ở Trung Quốc.

## Luật thơ
- Thất ngôn tứ tuyệt theo Đường luật: Có quy luật vô cùng nghiêm khắc về luật, niêm và vần, nhịp, đối (theo bằng trắc) và có bố cục rõ ràng.
- Thất ngôn tứ tuyệt theo Cổ phong: Không theo quy luật rõ ràng, có thể dùng một vần (độc vận) hay nhiều vần (liên vận) nhưng vần vẫn phải thích ứng với quy luật âm thanh, có nhịp bằng trắc xen nhau cho dễ đọc.
- Quy định tính theo hàng ngang. Tiếng thứ hai của câu thứ nhất là tiếng quan trọng,nó quy định luật cho toàn bài. Nếu tiếng thứ 2 mang thanh B thì luật của toàn bài là luật B.
- Niêm: Được tính theo hàng dọc,các câu phải niêm với nhau (giống nhau): Câu 1 niêm với câu 4, câu 2 niêm với câu 3. Cụ thể: Nếu tiếng thứ 2 của câu 1 có thanh B thì câu 4 tại tiếng thứ hai cũng có thanh B (tương tự với câu 2 niêm với câu 3).
- Vần: các câu 1, 2, 4 hoặc chỉ các câu 2, 4 hiệp vần với nhau ở chữ cuối
- Bốn câu trong bài theo thứ tự là các câu: khai, thừa, chuyển, hợp. Phần khai ( khởi ) có chức năng mở bài , gợi mở ý thơ . Phần thừa nối tiếp phần khởi để làm trọn vẹn ý thơ . Phần chuyển có nhiệm vụ chuyển ý thơ từ việc phản ánh các sự vật , hiện tượng ở hai câu đầu sang phần gợi mở về bản chất , nguyên nhân của sự vật , hiện tượng được phản ánh . Phần hợp kết hợp kết hợp với câu chuyển làm cô đúc ý thơ , thể hiện nỗi niềm của tác giả.
- Nhịp: Thường là 4/3
- Đối: Không bắt buộc phải đối